# Georges Buchard
Georges „Géo” Buchard (n. 21 decembrie 1893, Harfleur, Haute-Normandie, Franța – d. 22 ianuarie 1987, Rouen, Franța) a fost un scrimer francez specializat pe spadă. A cucerit șase medalii olimpice, inclusiv două de aur, din patru participări consecutive ale Olimpiade: Paris 1924, Amsterdam 1928, Los Angeles 1932 și Berlin 1936. A fost și triplu campion mondial la individual și dublu campion mondial pe echipe.

## Carieră
S-a născut în 1893 în Normandia. Din copilărie s-a dovedit un amator de sport, practicând fotbalul, tenisul, boxul, patinajul și natația. Scrima a descoperit-o din întâmplare. Fratele său cel mai mare, Gustave, nu putea mai întinde brațul complet din cauza unei fracture și i-a fost recomandat să practica scrima. În cele din urmă Gustave a cucerit doi medalii de bronz la Jocurile Olimpice din 1920 de la Antwerpen. Pentru a-l urma pe fratele său, Georges s-a legitimat la clubul de scrimă orașului Le Havre, apoi a devenit prévôt d'armes (asistentul unui maestru de scrimă) în timpul serviciului militar. Și-a luat porecla „Géo” pentru a evita confuzia cu fratele său.
Cariera sa la nivel înalt a debutat în anul 1920 cu medalia de argint la Campionatul Național din Franța, după ce a fost învins de Lucien Gaudin. Avea să devină campion național în 1925 și 1927. S-a retras în anul 1936, după ce și-a rupt degetul mare. De-a lungul carierei a cucerit șase medalii olimpice, inclusiv două de aur pe echipe. A câștigat Campionatul European (de fapt, Campionatul Mondial) de trei ori la individual și de două ori pe echipe. A strâns 115 de selecții în lotul național, căruia i-a fost căpitan de 40 de ori.
Pentru realizările sale a primit distincția de Cavaler al ordinului Legiunii de onoare în 1952. În memoria sa, sala de scrimă din Le Havre îi poartă numele.

## Legături externe
- en Georges Buchard la Olympedia.org